# St Asaph
St Asaph (velšsky Llanelwy) je město v hrabství Denbighshire na severu Walesu ve Spojeném království. Leží na řece Elwy a jeho partnerským městem je francouzská obec Bégard.
V roce 2001 zde žilo 3 491 obyvatel.